# Сан Роке
 Тази статия е за града в Испания.  За футболния отбор вижте Сан Роке (отбор).  
Сан Роке (на испански: San Roque) е град в южна Испания, част от провинция Кадис в автономната област Андалусия. Населението му е около 29 000 души (2009).
Разположен е на 108 метра надморска височина на северния бряг на Гибралтарския залив, на 9 километра северно от Гибралтар и на 87 километра югоизточно от град Кадис. В Античността на мястото на Сан Роке е разположен финикийският и римски град Картея. Съвременното селище е основано през 1704 година, по време на Войната за испанското наследство, от пробурбонски бежанци от близкия Гибралтар.

## Известни личности
Починали в Сан Роке
- Луис Мигел Домингин (1926-1996), тореадор